# Бобровницкий, Юрий Иванович
Юрий Иванович Бобровницкий (род. 17 февраля 1937) — советский и российский учёный-акустик, доктор физико-математических наук, заслуженный деятель науки Российской Федерации (1999).

## Биография
Окончил Московский физико-технический институт по специальности «Радиофизика и акустика» (1960).
С 1960 года работает в Институте машиноведения имени А. А. Благонравова АН СССР (РАН), зав. лабораторией структурной акустики, начальник сектора виброакустики, зав. отделом «Теоретическая и прикладная акустика».
Докторская диссертация:
- Упругие волны в твердых волноводах из тонких полос : диссертация … доктора физико-математических наук : 01.04.06. — Москва, 1982. — 289 с. : ил.

Специалист в области вибраций и шума инженерных конструкций.
Создал теорию колебаний стержневых решетчатых структур.
Предложил метод обобщенных импедансов, основанный на введении понятия механического импеданса относительно произвольной системы сосредоточенных и распределенных сил.
Автор работ по моделированию протяженных источников звука и по разработке методов обнаружения дефектов (трещин) в конструкциях понизкочастотной вибрации.
Заслуженный деятель науки Российской Федерации (1999). Лауреат премии «МАИК-Наука» на конкурсе лучших работ, опубликованных в 1996 г. в журналах РАН.

## Основные работы
- Бобровницкий Ю. И., Генкин М. Д., Маслов В. П., Римский-Корсаков А. В. Распространение волн в конструкциях из тонких стержней и пластин [Текст] / АН СССР. Гос. науч.-исслед. ин-т машиноведения. — М.: Наука, 1974. — 102 с. : ил.;
- Введение в акустическую динамику машин [Текст] / И. И. Артоболевский, Ю. И. Бобровницкий, М. Д. Генкин. — М.: Наука, 1979. — 295 с. : ил.